# 马德普拉塔电影节
马德普拉塔电影节（西班牙語：Festival Internacional de Cine de Mar del Plata），为阿根廷马德普拉塔举办的年度性电影节。马德普拉塔电影节为国际电影制片人协会认可的競賽型电影节。